# Таумоэпеау, Тевита
Тевита Таумоэпеау (англ. Tevita Taumoepeau, родился 16 мая 1974 года на островах Хаапаи) — тонганский регбист, игравший на позиции правого столба. Известен по выступлениям за английскую команду «Вустер Уорриорз».

## Биография
Таумоэпеау выступал на любительском уровне за клубы «Бридженд», «Нгонготаха» и «Ист-Кост-Бэйз». В Новой Зеландии выступал в чемпионате Супер 12 за клубы «Блюз» и «Чифс», в чемпионате провинций представлял поочерёдно Окленд, Бэй оф Пленти и Норт-Харбор. С 2003 года играл в Европе за «Нортгемптон Сэйнтс», «Монпелье» и «Бургуэн-Жальё». В 2005 году перешёл в «Вустер Уорриорз», дебютную игру провёл в Англо-валлийском кубке против «Нортгемптон Сэйнтс», став твёрдым игроком основы. В 2011 году против «Ноттингема» провёл свою 150-ю игру в карьере.
В сборной Тонга Таумоэпеау выступал с 1999 по 2007 годы, сыграв на чемпионате мира 1999 года. Первую игру провёл против Южной Кореи в Нукуалофа 16 апреля 1999 года (победа 58:26), в 29 играх за сборную Тонга набрал 12 очков (две попытки и одна реализация). 23 июня 2007 года в Апиа провёл последнюю игру за сборную против Самоа (поражение 3:50). Ещё шесть раз играл за сборную стран Тихого океана под названием «Пасифик Айлендерс», участник их турне по Австралии и Новой Зеландии 2004 года и по Европе 2006 года.
В марте 2012 года Таумоэпеау продлил свой контракт с «Вустером» ещё на один сезон, однако в октябре 2012 года получил серьёзный перелом шеи. Последствием проведённой операции стало то, что его левая рука осталась парализована, и Таумоэпеау через полгода объявил об уходе из клуба и завершении карьеры. «Вустер», несмотря на серьёзную травму игрока и наличие в его контракте права уйти из клуба в подобной ситуации, в судебном порядке пытался воспрепятствовать уходу Таумоэпеау из клуба. Всего за клуб он провёл 181 игру, набрав 5 очков благодаря одной попытке.
С 10 июня 2015 года Таумоэпеау — тренер схваток в клубе «Эмптхилл».